# فیلم خام

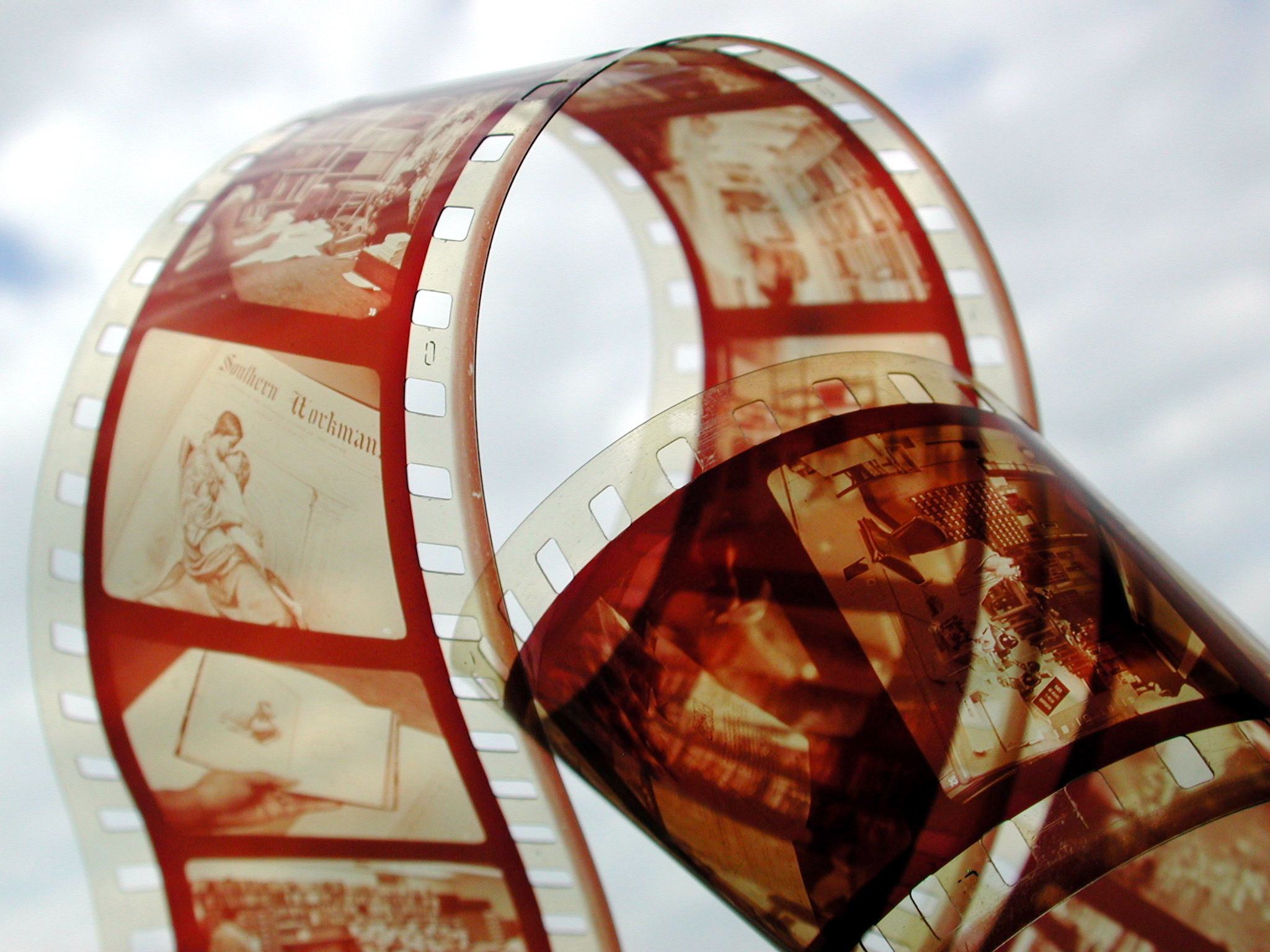
یک نوار فیلم

فیلم خام (به انگلیسی: Film stock) یک رسانه آنالوگ است که برای ضبط تصاویر متحرک یا انیمیشن استفاده می‌شود. توسط یک دوربین فیلمبرداری ضبط می‌شود، ظهور می‌شود، تدوین می‌شود و با استفاده از آپارات سینما روی صفحه نمایش داده می‌شود. این یک نوار یا ورق از پایه فیلم پلاستیکی شفاف است که در یک طرف با لایه‌حساس ژلاتینی حاوی کریستال‌های هالید نقره حساس به نور میکروسکوپی کوچک پوشیده شده‌است. اندازه و سایر ویژگی‌های کریستال‌ها حساسیت، کنتراست و وضوح فیلم را تعیین می‌کند. لایه‌حساس درصورت قرارگرفتن درمعرض نور به تدریج تیره می‌شود، اما این فرایند بسیار کند و ناقص است که نمی‌تواند کاربرد عملی داشته باشد. در عوض، از یک نوردهی بسیار کوتاه به تصویری که توسط لنز دوربین تشکیل می‌شود، برای ایجاد یک تغییر شیمیایی بسیار جزئی، متناسب با مقدار نور جذب‌شده توسط هر کریستال، استفاده می‌شود. این یک تصویرنهان ناپیدا در لایه‌حساس ایجاد می‌کند که می‌تواند از نظر شیمیایی ظهور شود و به یک عکس قابل‌مشاهده تبدیل‌شود. علاوه بر نور مرئی، همه فیلم‌ها به پرتوایکس و ذرات پرانرژی حساس هستند. اکثر آنها حداقل کمی به پرتو فرابنفش نامرئی (UV) حساس هستند. برخی از فیلم‌های خاص به ناحیه فروسرخ (IR) طیف حساس هستند.
در فیلم عکاسی سیاه‌وسفید معمولاً یک لایه نمک نقره وجود دارد. هنگامی که دانه‌های پدیدار ظهور می‌شود، نمک‌های نقره به نقره فلزی تبدیل می‌شوند که نور را مسدود می‌کند و به عنوان قسمت سیاه نگاتیو فیلم ظاهر می‌شود. فیلم رنگی حداقل سه لایه حساس دارد. رنگ‌هایی که به سطح نمک‌های نقره جذب می‌شوند، کریستال‌ها را به رنگ‌های مختلف حساس می‌کنند. به‌طور معمول لایه حساس-به-آبی در بالا قرار دارد و به دنبال آن لایه‌های سبز و قرمز قرار دارند. درطول ظهورسازی، نمک‌های نقره پدیدار به نقره فلزی تبدیل می‌شوند، درست مانند فیلم سیاه و سفید. اما در یک فیلم رنگی، محصولات جانبی واکنش ظهورسازی به‌طور همزمان با مواد شیمیایی معروف به جفت‌کننده‌های رنگی ترکیب می‌شوند که در خود فیلم یا محلول ظهوردهنده گنجانده شده‌اند و رنگ‌های رنگی را تشکیل می‌دهند. از آنجایی که محصولات جانبی به نسبت مستقیم با میزان نوردهی و ظهورسازی ایجاد می‌شوند، ابرهای رنگی تشکیل شده نیز متناسب با نوردهی و ظهور هستند. پس از ظهور، نقره در گام رنگ‌بَری (به انگلیسی: bleach step) دوباره به نمک‌های نقره تبدیل می‌شود. آن در مرحله تثبیت از فیلم حذف می‌شود و گاهی اوقات برای استفاده یا فروش بعدی بازیابی می‌شود. تثبیت‌سازی تنها رنگ‌های رنگی تشکیل‌شده را در پشت می‌گذارد، که ترکیب‌شده و تصویر رنگی قابل مشاهده را می‌سازد. فیلم‌های رنگی بعدی، مانند کداکالر II، دارای ۱۲ لایه غشرحساس، با بیش از ۲۰ ماده شیمیایی مختلف در هر لایه هستند. فیلم عکاسی و فیلم خام از نظر ترکیب و سرعت مشابه هستند، اما اغلب در پارامترهای دیگر مانند اندازه و طول فریم نه.

### کتابشناسی - فهرست کتب
- Koszarski, Richard (1994). An Evening's Entertainment: The Age of the Silent Feature Picture, 1915–1928, University of California Press. شابک ‎۹۷۸−۰−۵۲۰−۰۸۵۳۵−۰.
- Salt, Barry (1992). Film Style and Technology: History and Analysis. London: Starword.

### مطالعه بیشتر
- Ascher, Steve and Edward Pincus. The Filmmaker's Handbook: A Comprehensive Guide for the Digital Age. New York: Penguin Group, 1999.
- Fujifilm UK. A Brief History of Fujifilm, 2001. Retrieved 2007-07-09.
- Fujifilm USA. Motion Picture Chronology, 2001. Retrieved 2007-07-09.
- Kodak. Chronology of Motion Picture Films, 2005. Retrieved 2009-06-29.